# دیک فورن
جان نیکلاس "دیک" فورن (انگلیسی: John Nicholas "Dick" Foran؛ ۱۸ ژوئن ۱۹۱۰ – ۱۰ اوت ۱۹۷۹) یک هنرپیشه، و موسیقی‌دان اهل ایالات متحده آمریکا بود. وی بین سال‌های ۱۹۳۴ تا ۱۹۶۹ میلادی فعالیت می‌کرد.

## فیلم‌شناسی
از فیلم‌ها یا برنامه‌های تلویزیونی که وی در آن نقش داشته است می‌توان به دژ آپاچی، خطرناک، داناوانز ریف، چهار دختر اشاره کرد.